# Jorge Cortez
Jorge Cortez (Panamá, 4 de septiembre de 1972) es un entrenador de béisbol de ligas menores y exlanzador que estuvo en el roster de Panamá en el Clásico Mundial de Béisbol 2006 y el Clásico Mundial de Béisbol 2009.

## Carrera

### Cincinnati Reds
Fue contratado por los Rojos de Cincinnati y jugó en su sistema agrícola en 2003. Jugó para los GCL Reds (dos juegos), Potomac Cannons (cinco juegos), Chattanooga Lookouts (nueve juegos) y Louisville Bats (un juego), con un récord combinado de 1-3 con efectividad de 4.28 en 17 juegos.

### Sinon Bulls
Cortez lanzó para los Sinon Bulls de la Liga de Béisbol Profesional de China en 2005, con marca de 3-1 y efectividad de 2.96. Lanzó para los Bulls en 2006, con quienes tuvo marca de 5-4 con efectividad de 2.48.

### Como Mánager
El 3 de febrero de 2022, Cortés fue nombrado Mánager de Visalia Rawhide, la filial Single-A de los Arizona Diamondbacks.

## Selección nacional
En la Copa Mundial de Béisbol de 2001, Cortez tuvo una apertura contra el equipo canadiense, limitándolos a cuatro hits en7 1⁄3 entradas. Lanzó en la Copa Intercontinental de 2002, con marca de 1-1 y efectividad de 9.39. Junto con otros tres jugadores, Cortez fue sorprendido dopándose durante la Copa Intercontinental, lo que le costó a Panamá su medalla de bronce. A Cortez se le prohibió participar en partidos internacionales durante dos años. En el clasificatorio de 2006 para los Juegos Olímpicos de 2008, Cortez obtuvo marca de 1-1 con efectividad de 11.74. En el Clásico Mundial de Béisbol de 2006, apareció en un juego, permitiendo dos carreras limpias en dos entradas de trabajo y cargándose la derrota. También hizo una aparición en la Copa de Béisbol de las Américas 2008. No apareció en el Clásico Mundial de Béisbol de 2009.